# Robin Buffet
Robin Buffet (* 14. Oktober 1991) ist ein ehemaliger französischer Skirennläufer. Seine Stärken lagen in den technischen Disziplinen Riesenslalom und Slalom.

## Biografie
Buffet bestritt sein erstes Europacuprennen in der Saison 2008/09. Es dauerte vier Jahre, bis er sich erstmals unter den Top 10 platzieren konnte. Seinen ersten Sieg im Europacup feierte Buffet am 16. Dezember 2015 im Slalom in Obereggen. Am 4. Januar 2016 folgte ein weiterer Slalomsieg in Val-Cenis. Er nahm an den Juniorenweltmeisterschaften 2011 in Crans-Montana teil, wo er jedoch im Kampf um die Medaillen keine Rolle spielte. Seine beste Platzierung erreichte er mit Platz 12 im Slalom.
Im alpinen Skiweltcup debütierte Buffet am 24. Januar 2012 in Schladming, wo er sich nicht für den 2. Durchgang qualifizierte. Seine ersten Weltcuppunkte erreichte er am 13. Dezember 2015 mit Rang 22 im Slalom in Val-d’Isère. In der Europacupsaison 2015/16 entschied er die Slalomwertung für sich. Sein bestes Ergebnis in einem Weltcupslalom erzielte er am 15. Januar 2017 mit Platz 9 in Wengen. Dieses Ergebnis konnte Buffet nie wieder egalisieren. Im April 2020 beendete er seine Karriere.

## Erfolge

### Weltmeisterschaften
- St. Moritz 2017: 18. Slalom

### Weltcup
- 1 Platzierung unter den besten zehn

### Weltcupwertungen
| Saison  | Gesamt | Gesamt | Slalom | Slalom |
| Saison  | Platz  | Punkte | Platz  | Punkte |
| ------- | ------ | ------ | ------ | ------ |
| 2015/16 | 98.    | 58     | 31.    | 58     |
| 2016/17 | 90.    | 65     | 30.    | 65     |
| 2017/18 | 122.   | 18     | 40.    | 18     |
| 2018/19 | 134.   | 10     | 50.    | 10     |

### Europacup
- Saison 2015/16: 4. Gesamtwertung, 1. Slalomwertung
- Saison 2017/18: 6. Slalomwertung
- Saison 2018/19: 10. Slalomwertung
- Saison 2019/20: 1. Kombinationswertung
- 7 Podestplätze, davon 4 Siege:

| Datum             | Ort            | Land       | Disziplin   |
| ----------------- | -------------- | ---------- | ----------- |
| 16. Dezember 2015 | Obereggen      | Italien    | Slalom      |
| 4. Januar 2016    | Val-Cenis      | Frankreich | Slalom      |
| 17. März 2016     | La Molina      | Spanien    | Slalom      |
| 10. Dezember 2019 | Santa Caterina | Italien    | Kombination |

### Juniorenweltmeisterschaft
- Crans-Montana 2011: 38. Abfahrt, 49. Super-G, 12. Slalom

### Weitere Erfolge
- 8 Siege in FIS-Rennen
- 2 Podestplätze im South American Cup
- Winter-Universiade 2015: 4. Riesenslalom, 4. Slalom